# Beatriz de Courtenay
Beatriz de Courtenay, también Beatrice (en francés) o Beatrix (en alemán y latín; fallecida después de 1245) fue una noble francesa, condesa titular de Edesa y condesa consorte de Henneberg por su matrimonio con Otto von Botenlauben.
Fue la hija mayor del matrimonio entre Inés de Milly, hija de Enrique de Milly, y Joscelino III de Edesa, quien vendió los castillos de Chastel Neuf y Torón a la Orden Teutónica. Se le llamó en honor a la madre de Joscelino III, Beatriz de Saone, esposa de Joscelino II de Edesa.
Beatriz se casó en primeras nupcias con Guillermo de Valence. En 1208 Beatriz se casó con Otón, de la Casa de Henneberg, con quien tuvo dos hijos, Otón y Enrique.
En 1220 Beatriz de Courtenay y su marido vendieron sus tierras en Galilea, incluyendo «un tercio del feudo de San Jorge» y «un tercio de la aldea de Bokehel», a los caballeros teutónicos.
Otón y Beatriz fundaron el claustro cisterciense de Frauenroth en 1231 (actual abadía de Frauenroth, en Burkardroth, Alemania), donde ambos están enterrados.